# Пуенте-Альто

Пуенте-Альто (ісп. Puente Alto —Високий міст) — місто та комуна в Чилі. Столиця провінції Кордильєра Столичного регіону Сантьяґо. Є частиною конурбації Сантьяґо. За переписом 2017 року населення складало 568 106 осіб 

## Історія
Після 1883 року провінція Сантьяґо була поділена на три частини: Сантьяґо, Ла Вікторія та Меліпілла. У 1891 рокі вступив у дію "Закон про автономні комуни", після якого президент підписав указ «Про створення муніципалітетів».
З цього указу департамент Ла Вікторія був поділений на муніципалітети Пеньяфлор, Талаганте, Калера-де-Танго, Сан-Хосе-де-Майпо і Ло Каньяс.
Згідно з регіональним законодавством, влада цього нового сектора змогла б збільшитися пропорційно чисельності жителів району, а також додати трьох додаткових мерів до бюрократичної структури. Цей закон був ухвалений з метою надати більше індивідуальної влади віддаленим районам міста, яке швидко зростало, замість того, щоб усі управлялись Ла Вікторією.

## Галерея

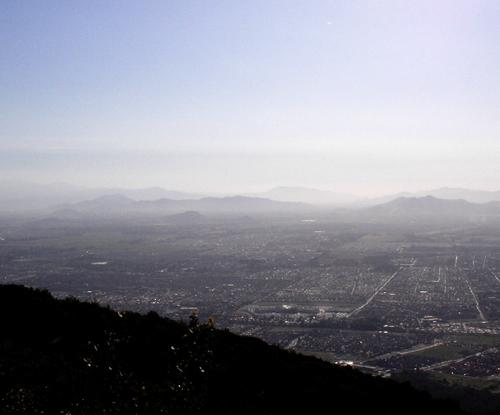
Північ Пуенте-Альто
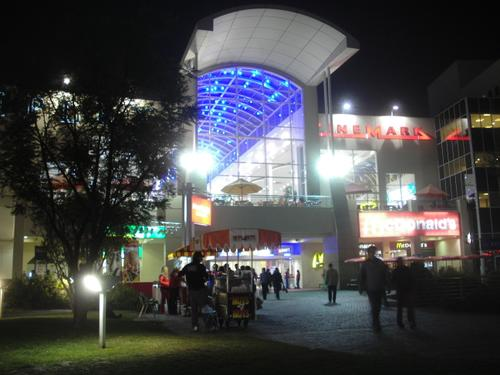
Торговий центр Тобалаба плаза
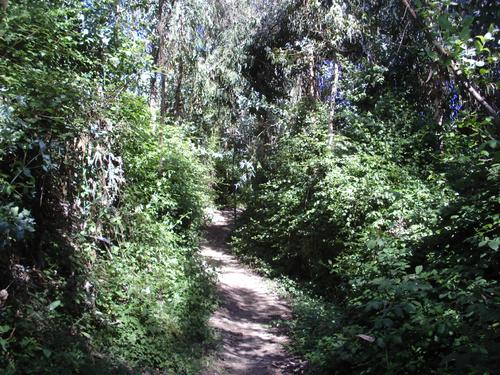
Стежка до заповідника на сході Пуенте-Альто
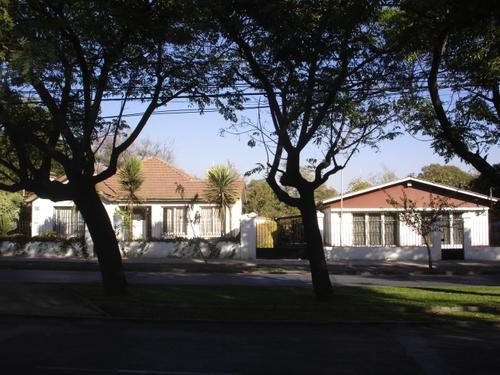
Старі будинки поблизу громадського центру
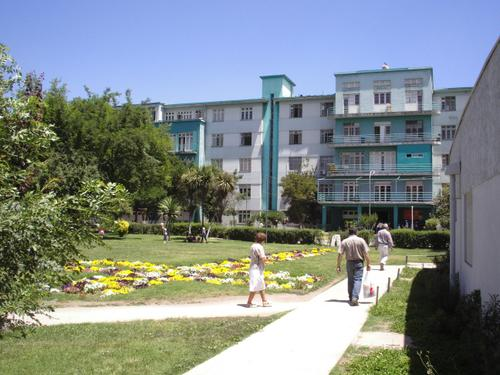
Лікарня Сотеро дель Ріо
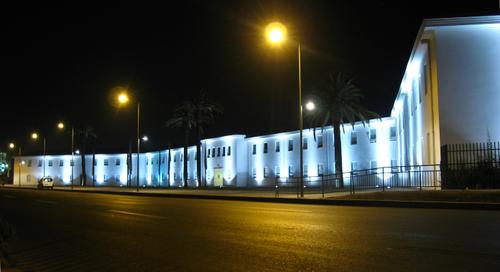
Мерія